# Aglaophenia elongata
Aglaophenia elongata è una specie di idrozoo del genere Aglaophenia.

## Habitat e distribuzione
Oceano Atlantico settentrionale, Mar Mediterraneo, su pareti poco esposte e a basse profondità.

## Descrizione
Organismo coloniale di colore giallo.